# Frederic Carles de Stolberg-Gedern
Frederic Carles de Stolberg-Gedern - Friedrich Carl zu Stolberg-Gedern (alemany) - (Gedern, Alemanya, 11 d'octubre de 1693 - ibídem, 28 de setembre de 1767) Era fill del comte Lluís Cristià de Stolberg-Gedern (1652-1710) i de la princesa Cristina de Mecklenburg-Gustrow (1663-1749). Frederic Carles va fundar la línia de Stolberg-Gedern de la casa de Stolberg, que es va extingir en la línia masculina el 1804. El 22 de setembre de 1719 es va casar a St. Lorenz (Schwaben) amb Lluïsa Enriqueta de Nassau-Saarbrücken (1705-1766), filla del comte Lluís (1663-1713) i de Felipa Enriqueta de Hohenlohe-Langenburg (1679-1751). D'aquest matrimoni en nasqueren:
- Lluís Cristià (1720-1770)
- Gustau Adolf (1722-1757)
- Cristià Carles (1725-1764), casat amb Elionor Reuss de Lobenstein (1736-1782).
- Carolina (1731-1796), casada amb Cristià Albert de Hohenlohe-Langenburg (1726-1789)